# Rattus macleari
Rattus macleari és una espècie extinta de rosegador de la família dels múrids que vivia a l'illa Christmas.